# برنارد غرينفل
 برنارد غرينفل (بالإنجليزية:  Bernard Pyne Grenfell)‏ كان عالماً بريطانياً في علم المصريات، اشتهر بسبب اكتشافه مع زميله آرثر هانت الآلاف من البرديات في مدينة أوكسيرينخوس في مصر. لقد كانت 10% فقط من البرديات المكتشفة برديات عن روائع الأدب الإغريقي القديم أما الباقي فيُعَد من ضمن مستندات عامة وخاصة: رموز، مراسيم، مراسلات رسمية، تعداد، ضرائب مقررة، التماسات، سجلات محكمة، مبيعات، عقد إيجار، وصايا، فواتير، حسابات، قوائم جرد، خرائط أبراج، ورسائل خاصة.